# Denhama eutrachelia
Denhama eutrachelia är en insektsart som först beskrevs av John Obadiah Westwood 1859.  Denhama eutrachelia ingår i släktet Denhama och familjen Phasmatidae. Inga underarter finns listade i Catalogue of Life.